# Eetappel (plant)

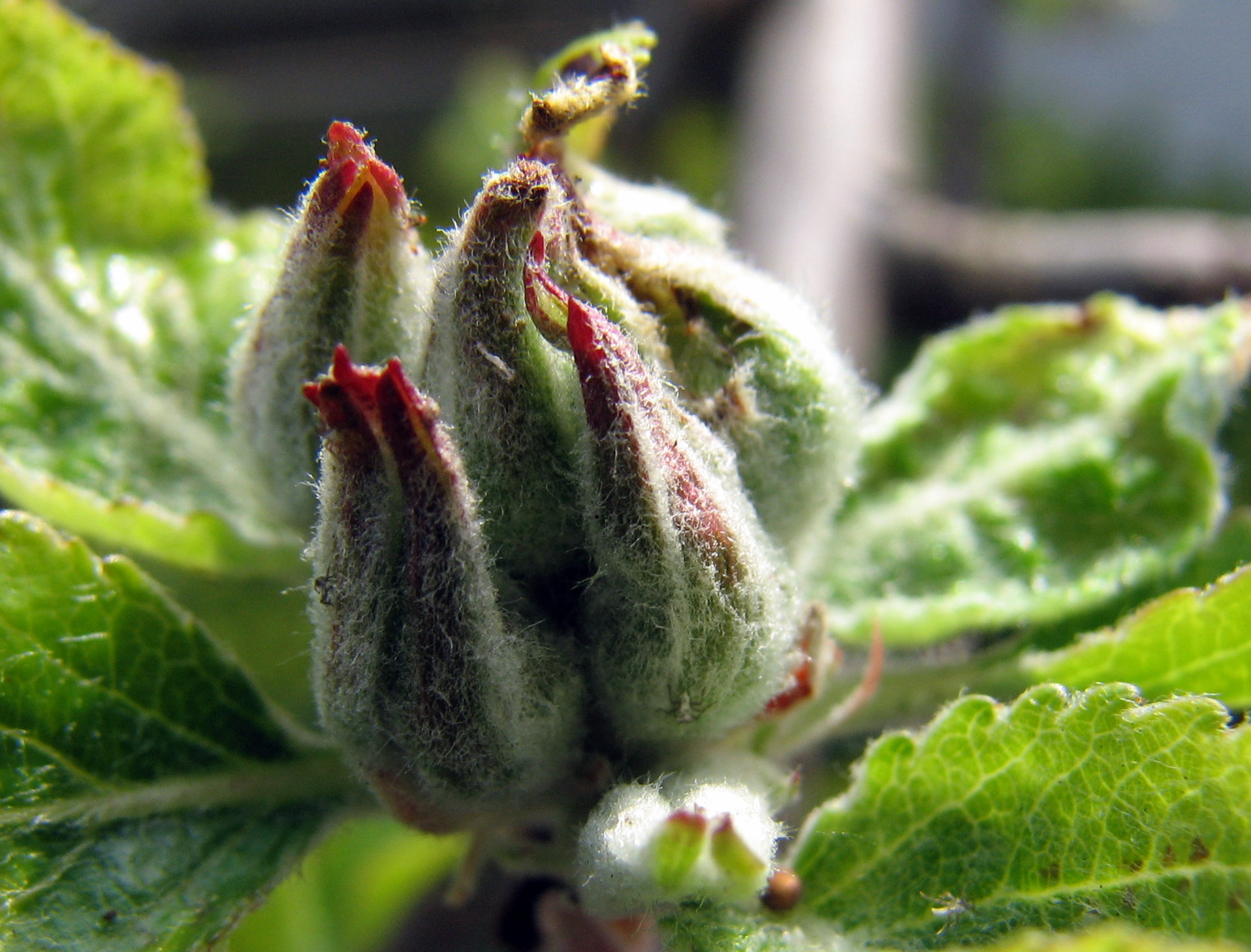
Appelbloesem

Eetappel (Malus ×domestica) is een nothospecies uit het geslacht appel (Malus). De plant groeit zowel als boom, struik of spil. De plant is op het noordelijk halfrond vooral bekend vanwege haar vruchten, de appels ofwel handappels. Eetappel groeit in de gematigde streken.

## Geschiedenis
Eetappel werd al 10.000 v.Chr. in Europa in het wild verzameld en al in het Nabije Oosten geteeld in 4000 v.Chr. Waarschijnlijk is eetappel langs de oude zijderoute verspreid, omdat ook het genencentrum van eetappel in de omgeving van deze route ligt. De eetbare handappel is het eindresultaat van een eeuwenlang proces van kruising in Centraal-Azië, waar meer dan 25 wilde appelsoorten voorkomen. Geselecteerde rassen werden later in stand gehouden door de door Chinezen uitgevonden techniek van enting.
Ten tijde van de oude Grieken en Romeinen tussen de achtste eeuw v.Chr. en de vijfde eeuw na Chr. was er een florerende teelt van appels. De Romeinen hebben deze rassen verder verspreid over West-Europa. Later is dit gevolgd door verschillende herintroducties vanuit het genencentrum. In de negentiende eeuw hadden vele steden in Europa en Nederland hun eigen rassen. Deze rassen waren zoet of halfzuur, verschillend gekleurd en met verschillende vormen en grootte. Enkele voorbeelden hiervan zijn 'Lunterse Pippeling', 'Brabantse Bellefleur', 'Groninger Kroon', 'Eijsdener Klumpke' en 'Gronsvelder Klumpke'. Europeanen introduceerden eetappel in Noord-Amerika. Met het verdwijnen van de hoogstamboomgaarden zijn veel rassen weer verloren gegaan. De verschillende pomologische verenigingen in Nederland proberen zo veel mogelijk oude rassen in stand te houden.

## Nachtvorstschade
De boom bloeit afhankelijk van het ras gemiddeld van half april tot eind mei. Tijdens de bloei kan er nachtvorstschade optreden, doordat de bloemen bevriezen en dus niet kunnen uitgroeien tot vruchten. Ook jonge vruchten kunnen beschadigd worden. Nachtvorstschade kan voorkomen worden door bij 0,5 °C met beregenen te beginnen en door te gaan tot de temperatuur boven nul is gekomen. Door de vrijkomende stollingswarmte blijvende de met ijs bedekte bloemen en bloemknoppen rondom de nul graden.

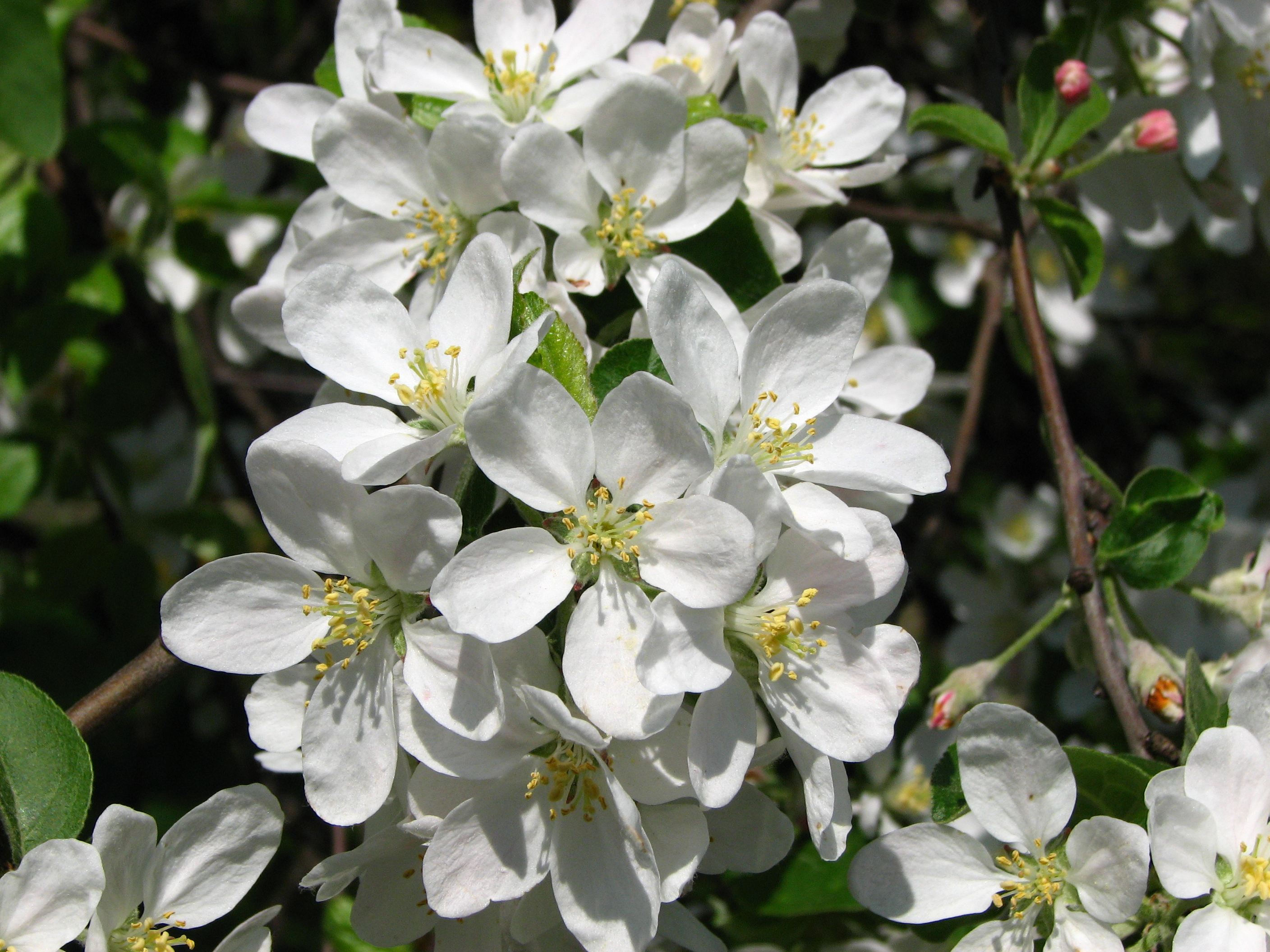
Niet bevroren bloesem
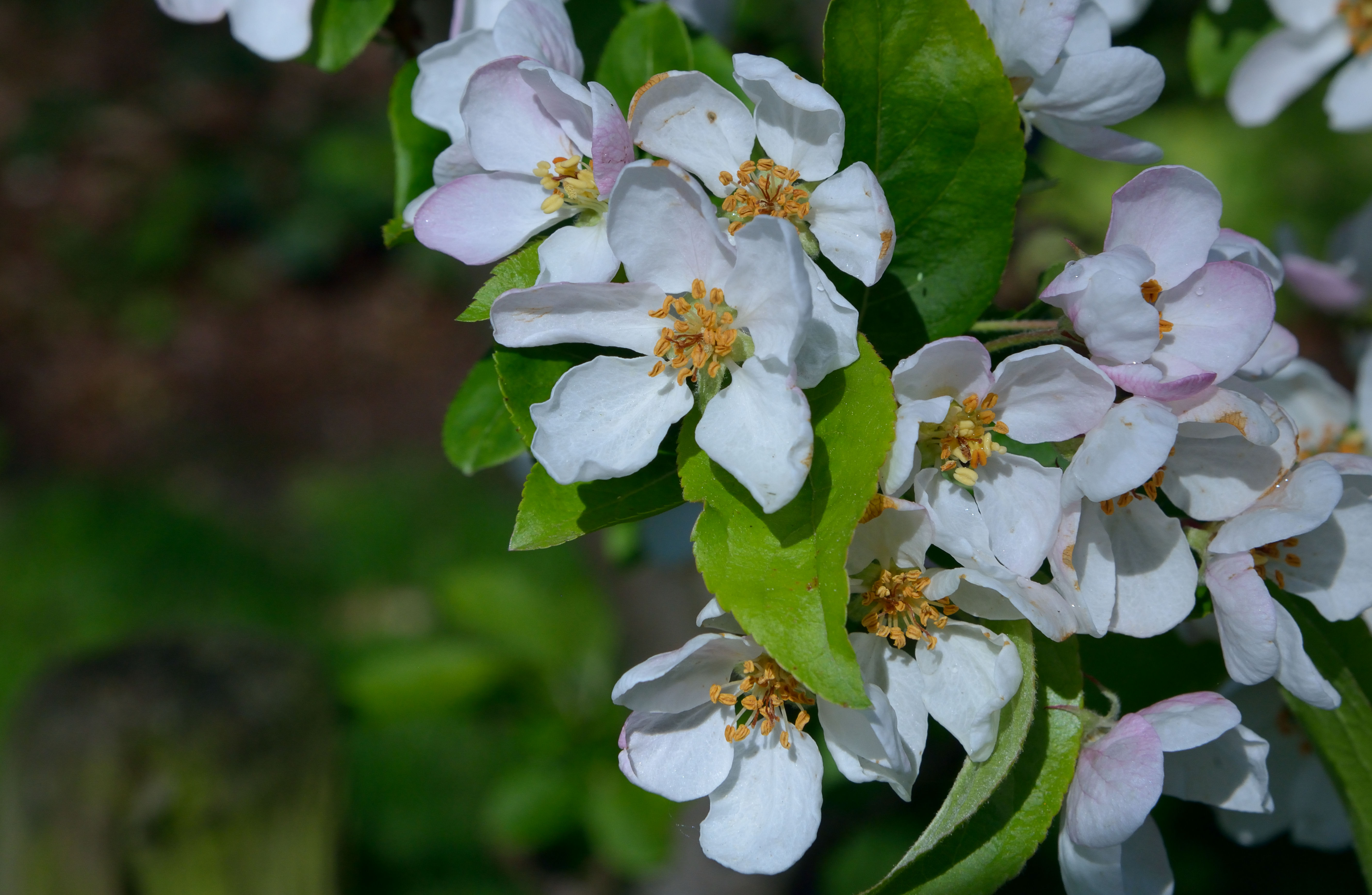
Bruinzwart geworden stijlen en stampers door nachtvorstschade

## Geslacht
In Nederland komt uit het geslacht appel (Malus) alleen wilde appel (Malus sylvestris) van nature in het wild voor. Hij is uiterst zeldzaam en groeit alleen hier en daar nog op de Veluwe, langs beken in de Achterhoek en Drenthe, op de stuwwal bij Nijmegen en in Noord-Limburg.
In België komen lokaal ook nog enkele populaties voor, bijvoorbeeld in de Voerstreek.
In bermen en bosranden komt eetappel wel regelmatig verwilderd voor door het wegwerpen van klokhuizen van handappels.

## Rassen
Er bestaan duizenden rassen van eetappel, terwijl er ook nog steeds nieuwe rassen verschijnen.

## Nutritionele informatie
| Handappel rauw, met schil, per 100 g | Handappel rauw, met schil, per 100 g       | Handappel rauw, met schil, per 100 g      | Handappel rauw, met schil, per 100 g |
| ------------------------------------ | ------------------------------------------ | ----------------------------------------- | ------------------------------------ |
| water: 85,56 g                       | vezel: 2,4 g                               | energie: 218 kJ (52 kcal)                 |                                      |
| proteïnes: 0,26 g                    | lipiden: 0,17 g                            | suikers: 10,39 g                          |                                      |
| Sporenelementen                      |                                            |                                           |                                      |
| calcium: 6 mg                        | ijzer: 0,12 mg                             | magnesium: 5 mg                           | fosfor: 11 mg                        |
| kalium: 107 mg                       | koper: 0,027 mg                            | natrium: 1 mg                             | zink: 0,04 mg                        |
| Vitamines                            |                                            |                                           |                                      |
| vitamine C: 4,6 mg                   | vitamine B1: 0,017 mg                      | vitamine B2: 0,026 mg                     | vitamine B3: 0,091 mg                |
| vitamine B5: 0,061 mg                | vitamine B6: 0,041 mg                      | vitamine B9: 0 µg                         | vitamine B12: 0,00 µg                |
| vitamine A: 54 UI                    | retinol: 0 µg                              | vitamine E: 0,18 µg                       | vitamine K: 2,2 µg                   |
| Vetzuren                             |                                            |                                           |                                      |
| verzadigde vetzuren: 0,028 g         | enkelvoudig onverzadigde vetzuren: 0,007 g | meervoudig onverzadigde vetzuren: 0,051 g | cholesterol : 0 mg                   |

## Ziekten en aantastingen
De bladeren van eetappel kunnen aangetast worden door onder andere de schimmels meeldauw en schurft. De stam en de takken door vruchtboomkanker (Nectria galligena). De vruchten door onder andere Monilia-rot en Botrytis-rot.

Insecten tasten naast de bladeren en bloemknoppen ook de vruchten aan. Enkele insecten zijn de bladrollers (o.a. fruitmot Cydia pomonella), appelbloedluis, bladluis en appelzaagwesp.
Sinds het eind van de jaren 1990 komt in Nederland in toenemende mate de heksenbezemziekte voor in appelbomen. De oorzaak is aantasting door fytoplasmen. Overdracht kan gebeuren door enten van een aangetaste boom te gebruiken en door zuigende insecten zoals de appelbladvlo of de cicade Fiebriella florii.

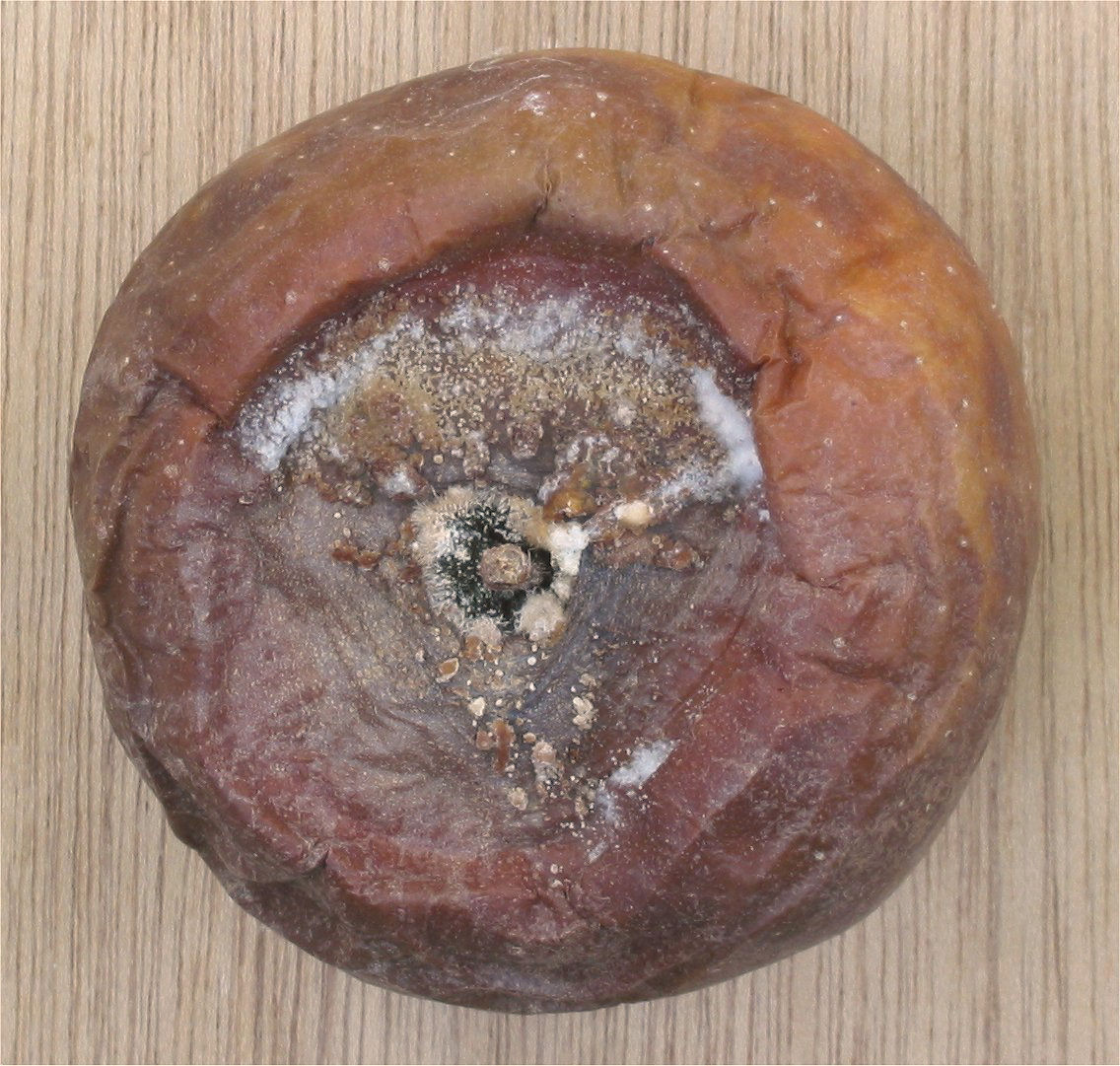
Botrytis-rot op Goudreinet
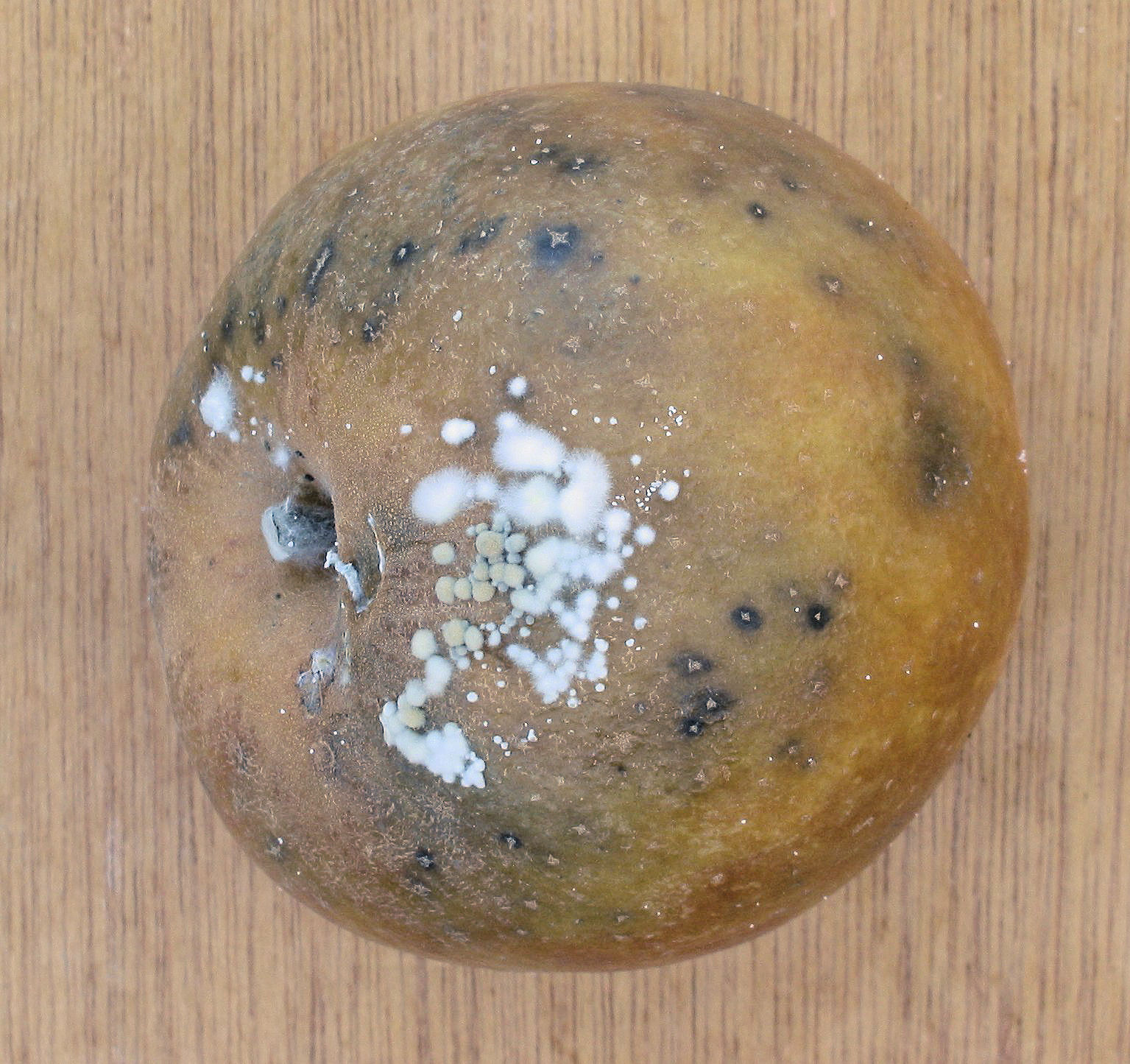
Monilia-rot op Alkmene
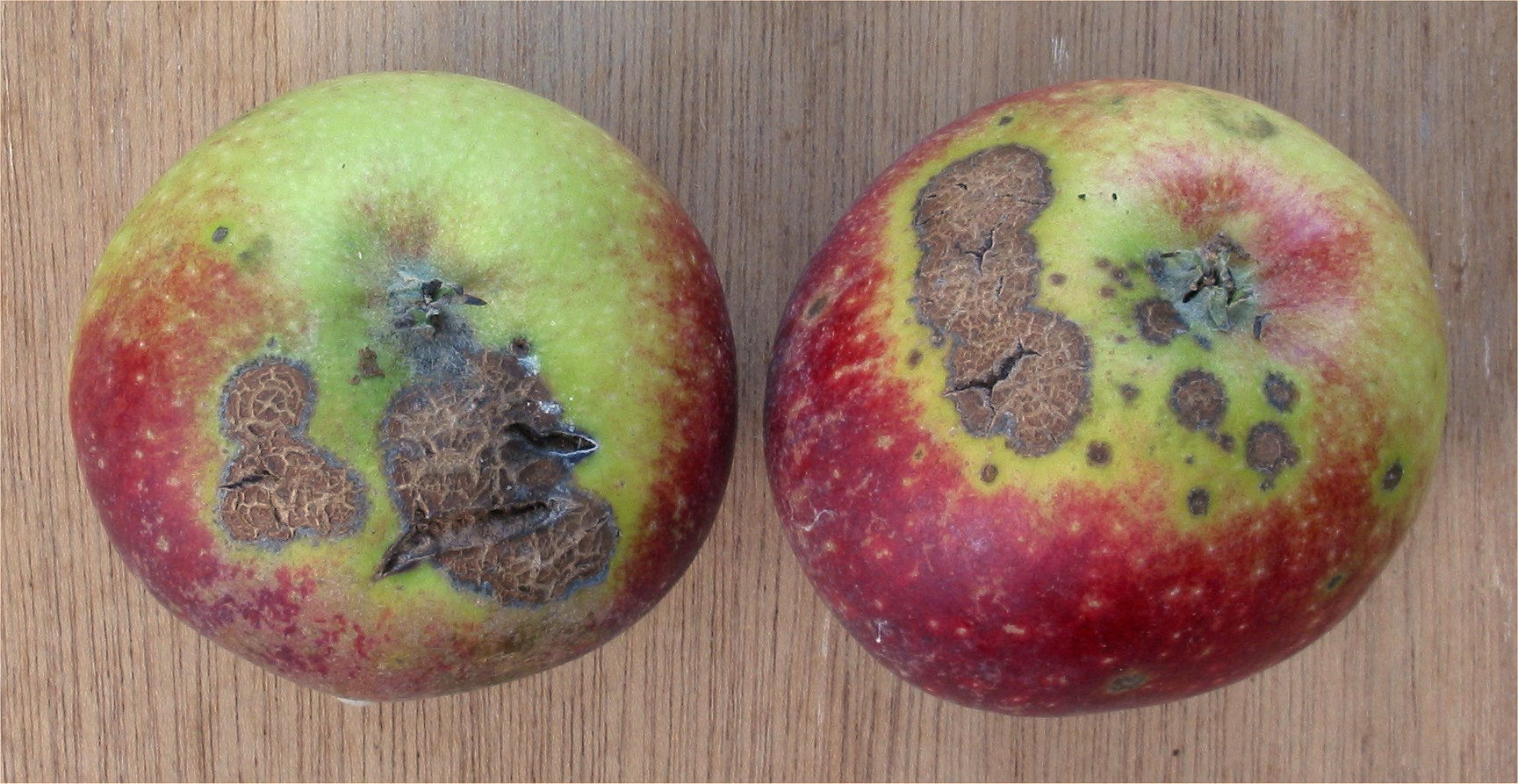
Schurftaantasting op appelras 'Schone van Boskoop'
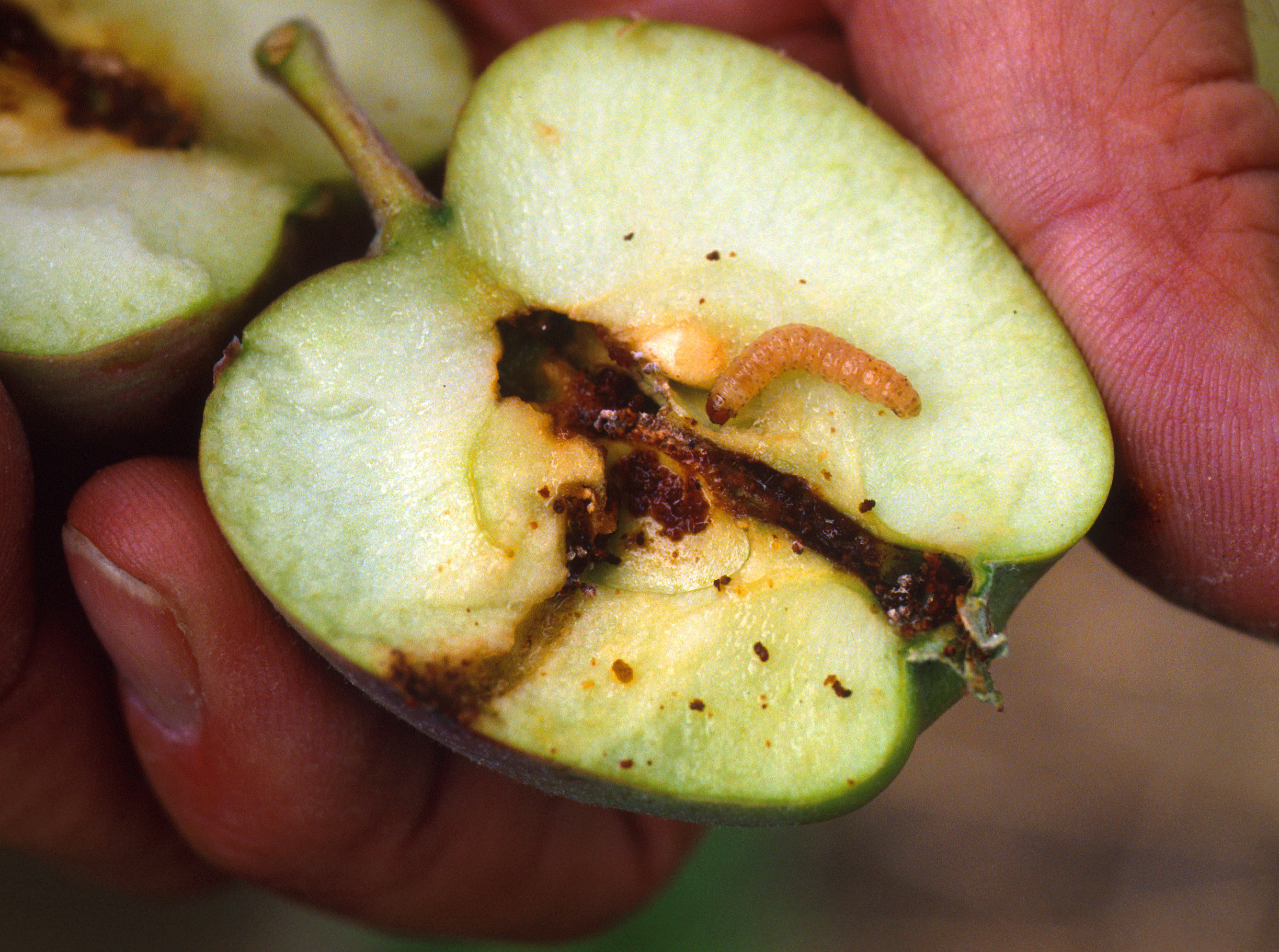
Fruitmot
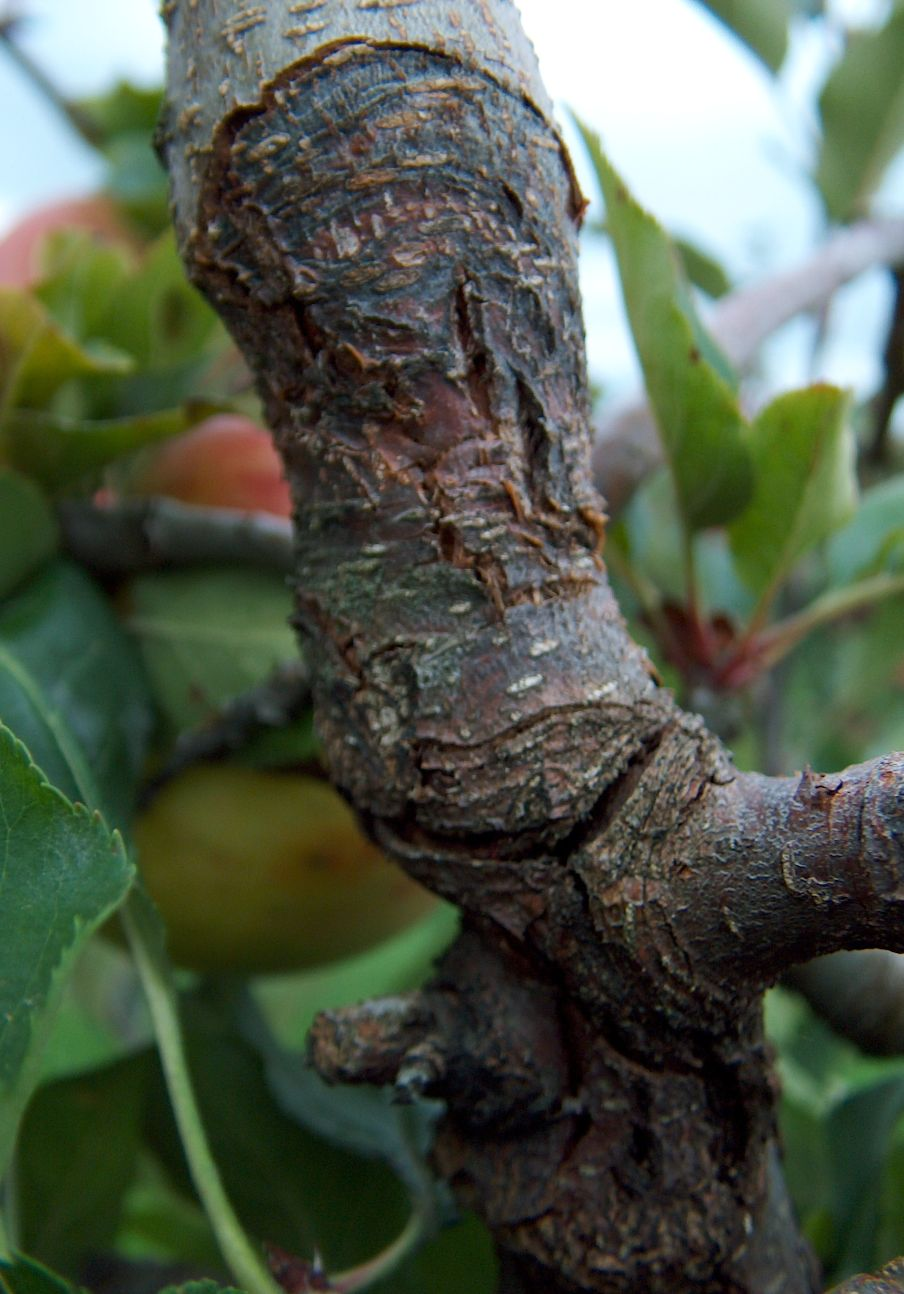
Kanker
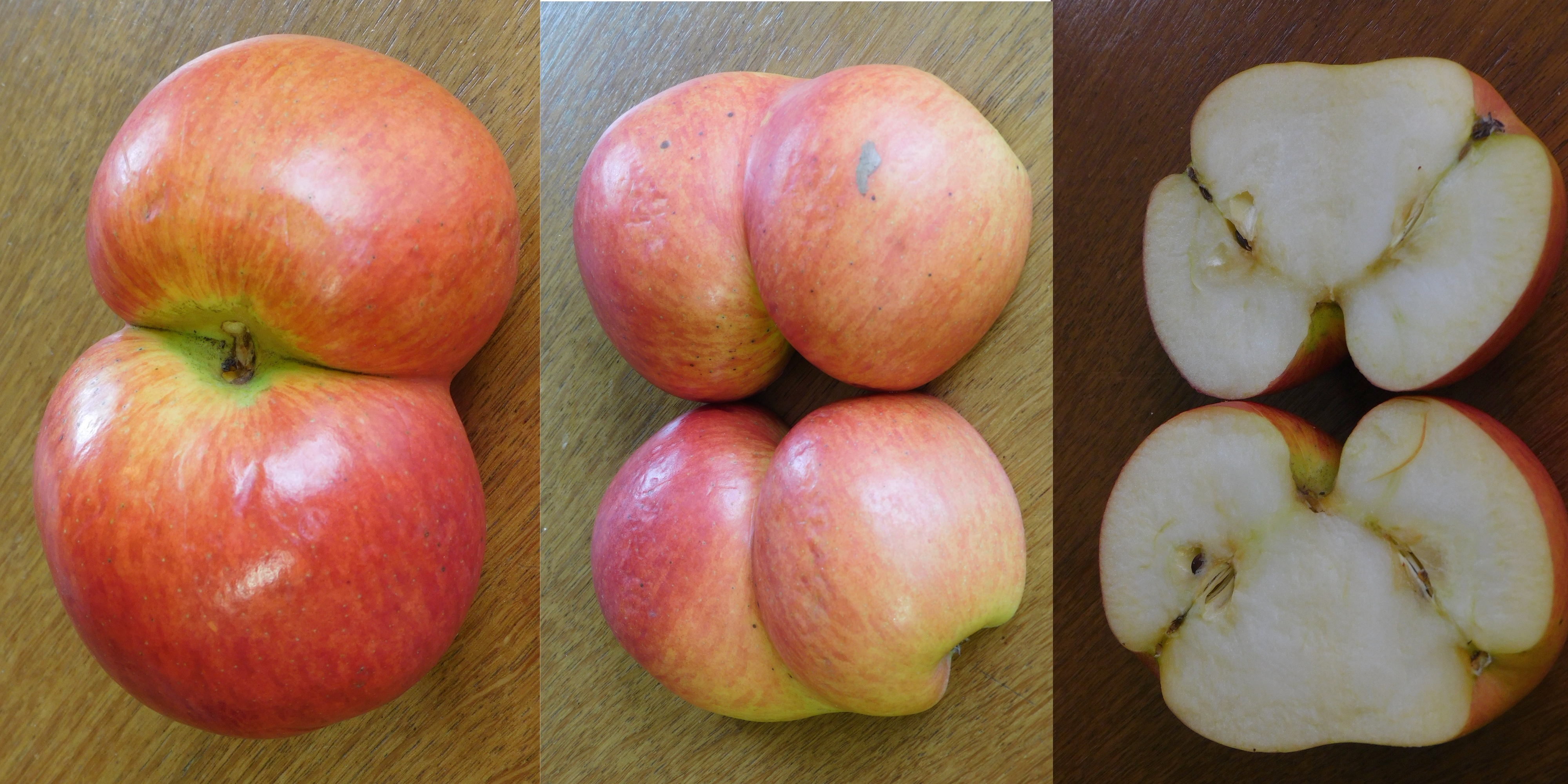
Tweelinggroei appels

## Symbolische betekenis
- In Genesis 2 wordt verteld dat Eva wordt verleid tot het eten van een verboden vrucht en vervolgens op haar beurt Adam daartoe verleidt, waarna beiden uit het paradijs worden verbannen. In de schilderkunst wordt voor de vrucht vaak een appel afgebeeld, hoewel dat niet uit de tekst blijkt.
- De appel is het attribuut van de heilige Odulfus.
- Volgens een wijdverbreide anekdote bracht een vallende appel Isaac Newton, terwijl hij ook de maan zag, op het idee, dat zowel de appel als de maan aan dezelfde zwaartekracht onderhevig zijn. Dit markeerde dan een stap in zijn ontdekking van de algemene wet van de zwaartekracht.

## Trivia
- Er is in Gelderland een plaats met de naam Appel. In Oost-Vlaanderen is er een plaats met de naam Appels.
- Vanuit de gedachte dat snoepen ongezond is, is de leus: Snoep verstandig, eet een appel jarenlang zo populair geweest, dat het bijna een standaard uitdrukking is geworden in de Nederlandse taal.
- De appel is de belangrijkste vrucht in verhalen: de appel van Adam en Eva, de appel van Willem Tell en de appel van Sneeuwwitje zijn de belangrijkste voorbeelden.